# Laurie Anderson
Laurie Anderson (Glen Ellyn, 5 de junho de 1947) é uma artista experimental, compositora, musicista e diretora norte-americana, cujo trabalho abrange performance, música pop e projetos multimídia . Com formação inicial em violino e escultura , Anderson realizou uma série de projetos de performance em Nova Iorque durante os anos 1970, focando especialmente em linguagem, tecnologia e imagens . Fora do mundo das artes, ela ficou mais conhecida quando seu single "O Superman" chegou ao segundo lugar nas paradas de singles do Reino Unido em 1981. Ela também estrelou e dirigiu o filme de concerto Home of the Brave.
Anderson é uma pioneira da música eletrônica e inventou vários aparelhos que usou em suas gravações e performances . Em 1977, ela criou um violino cujo arco usa fita magnética, ao invés de crina de cavalo, e que tem uma cabeça magnética na ponte . No final da década de 1990 ela colaborou com a Interval Research para desenvolver um instrumento a que ela chamou “bastão falante” (“talking stick“), um controlador MIDI de 1,8m de comprimento que acessa e replica sons .
Anderson conheceu o cantor e compositor Lou Reed em 1992, e foi casada com ele de 2008 até a morte dele em 2013.

## Biografia
Laurie Anderson é diplomada em história da arte e escultura. Desde os anos 1970 vem realizando performances em New York especificamente no espaço intermidia chamado The Kitchen.
Em 1981, grava o EP "O Superman" em edição limitada sob o selo One Ten Records. O disco é apreciado e relançado pelo influente "branché" da mídia inglesa John Peel, e se torna um sucesso, chegando a segunda posição nas paradas inglesas. O sucesso a faz sair do estatuto de artista "avant-garde" e lhe oferece uma notoriedade entre artistas mais populares. A artista fecha contrato então com a Warner. Um fragmento de O Superman será incluído em seu álbum Big Science assim como na sua considerada obra prima: United States part one to four performance-contínua de oito horas que se torna, em 1983, parte de um disco: United States Live.
Em seguida, a sua carreira é composta de numerosas performances, exposições, discos e colaborações diversas: William Burroughs, John Giorno, Arto Lindsay, Ian Ritchie, Peter Gabriel, Perry Hoberman, David Sylvian (ex-Japan), Jean Michel Jarre, Brian Eno, Nona Hendryx, Bobby McFerrin, Dave Stewart, Hector Zazou, Andy Kaufman, Philip Glass, Marisa Monte, Ryūichi Sakamoto, Lou Reed.
Seus temas prediletos dizem respeito à tecnologia e seus efeitos sobre as relações humanas.
Em 2001, efetua uma tournée pelos Estados Unidos. A data programada para Nova Iorque é 19 de setembro de 2001, pouco depois dos ataques de 11 de setembro. O concerto é mantido e suas palavras apocalípticas em O Superman ("Eis os aviões... Estes são os aviões americanos..."), tomam então um sentido todo particular. Em 2003, ela se torna a primeira artista em residência da NASA, o que resultará na performance The end of the moon.
No Brasil, já colaborou com a revista de arte contemporânea Confraria do Vento, editada pela Universidade Federal do Rio de Janeiro.

## Discografia

### Álbuns
- 1981: You're the Guy I Want To Share My Money With (com William S. Burroughs, John Giorno)
- 1982: Big Science
- 1984: Mister Heartbreak
- 1984: United States Live (box set)
- 1986: Home of the Brave (trilha sonora)
- 1989: Strange Angels, participação de Bobby McFerrin
- 1994: Bright Red
- 1995: The Ugly One with the Jewels (spoken word)
- 2000: Talk Normal: The Laurie Anderson Anthology
- 2001: Life on a String
- 2002: Live in New York
- 2010: Homeland
- 2024: Amelia

#### Colaborações
- This is the Picture (Excellent Birds), com Peter Gabriel, 1986.
- The Stone: Issue Three (de John Zorn, Lou Reed & Laurie Anderson, gravado em 2008)
- Zoolook (de Jean Michel Jarre, gravado em 1984).
- Verde Anil Amarelo Cor de Rosa e Carvão, música "Enquanto Isso" (de Marisa Monte), 1994.
- Silencio=Muerte: Red Hot + Latin, música "Una Hoja, Una Raiz" (Compilação, 1997, com Diego Frenkel (La Portuária) e Aterciopelados)
- Metamorphoses (de Jean Michel Jarre, gravado em 2000.
- Plague Songs, música "The Death of Livestock" (compilação, 2006)

### Outros
- CD-ROM "Puppet Motel" (1994)
- "Rien dans les poches (Nothing In My Pockets)" (2006), un journal intime sonore en 2 parties d'une heure, coproduit et diffusé par France Culture.